# 铜沛街道
铜沛街道，是中华人民共和国江苏省徐州市鼓楼区下辖的一个乡镇级行政单位。

## 行政区划
铜沛街道下辖以下地区：
道北社区、西阁社区、铜建社区、沈苑社区、机场社区、花园社区、沈场社区和民馨园社区。